# تأثير الفراشة في الثقافة الشعبية
تأثير الفراشة هو الظاهرة في نظرية شواش حيث يمكن أن يسبب تغيير طفيف في الظروف تغييرًا كبيرًا في النتيجة. تم إنشاء استعارة الفراشة من قبل
إدوارد نورتون لورنتز للتأكيد على النتائج المتأصلة التي لا يمكن التنبؤ بها من التغيرات الصغيرة في الظروف الأولية لبعض النظم الفيزيائية. وقد تم تناول هذا المفهوم من قبل الثقافة الشعبية، وفسرت على أنها تعني أن كل حدث يمكن تفسيره لسبب صغير، أو أن الأحداث الصغيرة لها تأثير متموج يتسبب في وقوع أحداث أكبر بكثير.

## امثلة
```
راي برادبري 1952 قصة قصيرة (صوت الرعد) يستكشف مفهوم كيف يمكن أن يكون وفاة فراشة في الماضي تغييرات جذرية في المستقبل هو تمثيل لتأثير الفراشة، وتستخدم كمثال على كيفية النظر في نظرية الفوضى والفيزياء من السفر عبر الزمن.
[
2
]
 تم تحويل القصة إلى فيلم تحمل نفس الاسم، وحلقة من المسلسل التلفزيوني راي برادبري ثياتر، ويمكن رؤية تأثيره في فيلم The Terminator، والقصة القصيرة «الفراشات كاميكازي»، وحلقة من المسلسل التلفزيوني The Simpsons. ] كما ذكر تأثير الفراشة في العالم المدهش من Gumball التي يتم السماح للفراشة للخروج من جرة مما يسبب سلسلة من الأحداث التي تؤدي إلى اعصار.
```

أفلام تأثير الفراشة (وعواقب تأثير الفراشة 2 وتأثير الفراشة 3: الكشف) وهافانا يسيء توصيف تأثير الفراشة في الأزياء النموذجية لفهمها ثقافة البوب، مؤكدا أن تأثير الفراشة يمكن أن يكون محسوبة مع اليقين، وهو عكس معناها في (نظرية الفوضى)حول عدم القدرة على التنبؤ ببعض النظم المادية. شخصية جيف غولدبلوم دكتور. إيان مالكولم 1993 من فيلم الحديقة الجوراسية يحاول شرح نظرية الفوضى لشخصية لورا ديرن، الدكتور ايلي ساتلر على وجه التحديد باستخدام تأثير الفراشة كمثال. رواية تيري براتشيت للاهتمام تايمز يحكي عن السحرية «فراشة الطقس الكم»، الذي لديه القدرة على التعامل مع أنماط الطقس. فيلم 2009 (السيد لا أحد) يغوص أيضا في مفهوم الخيارات الصغيرة، التي تؤدي حتما إلى تغييرات أكبر التي تغير حياة الشخص.
ويستند الفيلم الهندي Dasavathaaram أساسا على مفهوم تأثير الفراشة. في كتاب «ما لم يحدث بعد ذلك» لـ«نك هانكوك» و«كريس إنجلترا» عام 1997: تاريخ بديل لكرة القدم، يُقترح أنه لو كان جوردون بانكس لائقاً للعب في ربع نهائي كأس العالم لكرة القدم عام 1970، لما كان هناك ثاتشرية وتوافق الآراء بعد الحرب لتستمر إلى أجل غير مسمى.[بحاجة لرقم الصفحة]
تتميز لعبة الفيديو لعام 2015 (حتى الفجر) بتأثير الفراشة كنقطة مؤامرة مركزية، باستخدام المصطلح لوصف كيف يمكن لخيارات اللاعب أن تؤثر بشكل كبير على نتائج أحداث اللعبة. لعبة فيديو الحياة غريبة، صدر أيضا في عام 2015، يجعل إشارات متعددة إلى تأثير الفراشة ويستخدم أيضا لوصف كيف تؤثر خيارات اللاعب بشكل كبير على مؤامرة من اللعبة
.فنان الهيب هوب ترافيس سكوت يذكر هذه الظاهرة في تأثيره فراشة واحدة 2017.

## روابط خارجية
The meaning of the butterfly: Why pop culture loves the 'butterfly effect,' and gets it totally wrong, Peter Dizikes, بوسطن غلوب, June 8, 2008